# Shu-bi-dua 6
Shu-bi-dua 6 er navnet på Shu-bi-duas sjette album, som udkom på LP i 1979 og senere blev genudgivet på CD i 1990. Albummet blev på ny genudgivet i remasteret version på CD, LP og som download i 2010 under navnet "Deluxe udgave".
Albummet blev årets mest solgte album. Det havde i 1981 solgt 237.000 eksemplarer.

## Spor
| #   | Titel                                            | Længde |
| --- | ------------------------------------------------ | ------ |
| 1.  | "Melankolini"                                    | 3:19   |
| 2.  | "Brdr. Gebis"                                    | 2:56   |
| 3.  | "Huckleberry Finn"                               | 2:58   |
| 4.  | "Vuggevisen"                                     | 3:26   |
| 5.  | "Karl-Oscar"                                     | 2:38   |
| 6.  | "Jeg – en gris"                                  | 2:35   |
| 7.  | "Ærmelunden"                                     | 2:29   |
| 8.  | "A kat la vær"                                   | 3:32   |
| 9.  | "Rom & cola"                                     | 3:17   |
| 10. | "Rund funk"                                      | 4:54   |
| 11. | "A. Tomsen"                                      | 2:04   |
| 12. | "Ejnarstorp Hujafabrik"                          | 1:04   |
| 13. | "Metadon" (bonus)                                | 2:17   |
| 14. | "Rhum & cola" (bonus)                            | 3:16   |
| 15. | "Dentures in the air" (bonus)                    | 2:52   |
| 16. | "Karl-Oscar" (live i Stockholm, bonus)           | 2:57   |
| 17. | "A. Tomsen" (live i Stockholm, bonus)            | 2:40   |
| 18. | "Bundesen & Hardinger – Om Shu-bi-dua 6" (bonus) | 3:46   |

Spor 13-17 er bonusnumre, som kun findes på de remastered cd- og downloadudgaver fra 2010, og spor 18 findes kun hos enkelte downloadforretninger.
Nummeret "Melankolini" har titlen "Melankoli" i nodebogen Melodierne-teksterne-historien. Nummeret "Metadon" stammer fra Shu-bi-duas Matador-parodi af samme navn. "Rhum & cola" og "Dentures in the air" er amerikanske udgaver af henholdsvis "Rom & cola" og "Brdr. Gebis", begge tidligere udgivet på Shu-bi-læum (sidstnævnte også på albummet Da mor var dreng).
"Rund Funk" har Mona Larsen fra Halberg Larsen med på gæstevokal. Dette bevirkede, at gruppen ikke spillede nummeret ved koncerter, før i 1982, hvor Larsen kom på scenen under en optræden i Tivolis Koncertsal.
"Karl-Oscar" omhandler hovedpersonen i Vilhelm Mobergs serie Udvandrerne.
Alle titler og sporlængder er taget fra 2010-downloadudgaverne.